# Carex schmidtii
Carex schmidtii är en halvgräsart som beskrevs av Karl Friedrich Meinshausen. Carex schmidtii ingår i släktet starrar, och familjen halvgräs. Inga underarter finns listade i Catalogue of Life.